# Olivier de Latre
Olivier de Latre fou un músic belga que visqué de 1510 fins al 1568/69.
En algunes col·leccions conegut tan sols com a Olivier, com en els llibres XXIV i XXV de la col·lecció de Pierre Attaignat Trenta-cinq livres de chansons nouvelles de divers auteurs, deux volumes (París, 1530-1549), en la que hi figuren cinc composicions d'Olivier, figurant algunes altres composicions seves en el Parangon des chansons (Lió, 1540-1549), com també un sextet a cinc veus sobre el text Sancti mei en el primer llibre de la col·lecció Sacrarum cantionum quas vulgo hodie moteta vocant ad veram harmoniom concentumque ab optimis quibusque misicis in`philomusorum gratiam compositorum libri tres (Anvers, 1554-1555) i, per fi, es troba una altra de les seves composicions en el Garden musicien (Anvers), que començà amb les paraules Tant-faut-il que soit.